# مقاطعة فوورش (لويزيانا)
مقاطعة فوورش (بالإنجليزية: Lafourche Parish, Louisiana)‏ هي إحدى مقاطعات ولاية لويزيانا في الولايات المتحدة. تأسست سنة 1807، وتبلغ مساحتها 3813 كم2، بلغ عدد سكانها 97029 نسمة في عام 2010 حسب إحصاء مكتب تعداد الولايات المتحدة وتصل الكثافة السكانية فيها 32 نسمة/كم2.

## أعلام
- أندرو برايس
- كلوي بريدجز
- إيرل قروس
- إدوارد دوغلاس وايت

## وصلات خارجية
- www.lafourchegov.org
- United States Counties